# Bahnhof Crailsheim
Der Bahnhof Crailsheim ist der einzige Bahnhof der Stadt Crailsheim. Es handelt sich bei ihm um einen Kreuzungsbahnhof, an dem vier Bahnstrecken zusammenlaufen. Er liegt am Streckenkilometer 30,4 der Oberen Jagstbahn, deren Kilometrierung sich auf der Bahnstrecke Crailsheim–Heilbronn fortsetzt. Die Bahnstrecke Crailsheim–Königshofen hat hier ihren Nullpunkt, während die Bahnstrecke Nürnberg–Crailsheim hier endet. Mit seinen vier Bahnsteiggleisen und zahlreichen Überhol- und Abstellgleisen ist er der größte Bahnhof im Landkreis Schwäbisch Hall. Er wird von Intercity- und Regionalzügen bedient.
Am Bahnhof werden 3071 Reisende pro Tag gezählt.

## Geschichte

### Planung und Bau
Nach einem Gesetzesbeschluss vom 17. November 1858 stand der Bau einer Bahnstrecke von Heilbronn über Hall nach Wasseralfingen fest. Die Sachverständigen planten eine Trasse entlang der Jagst, um auch die Städte Crailsheim und Ellwangen anzuschließen. Die projektierte Trasse stand in der Konkurrenz zu einer Bahnlinie über Gaildorf und das obere Kochertal, die eine wesentlich kürzere Verbindung darstellte.
Der Crailsheimer Stadtschultheiß Nagel und der Regierungsrat Weinheimer aus Ellwangen gründeten mit weiteren Bürgern ein Eisenbahnkomitee, das die Interessen der Oberämter Crailsheim und Ellwangen erfolgreich vertrat. Das Komitee stellte Crailsheim als möglichen neuen Knotenpunkt für Strecken nach Würzburg und Nürnberg vor und überzeugte so das Parlament endgültig. Grund waren auch die im Vergleich zu Gaildorf höheren Einwohnerzahlen der Städte Crailsheim und Ellwangen sowie ein stärkerer Handel.
Die Kocherbahn erreichte am 4. August 1862 Hall. Den raschen Weiterbau nach Crailsheim beschloss der Landtag am 13. April 1865. Damit zeigte sich auch die Regierung Bayerns zufrieden.
Der Gemeinderat und ein Bürgerausschuss diskutierten nun über den Standort des Bahnhofs. Sie sahen die Station in der Ansbacher Vorstadt vor, zwischen dem Gasthof Wilder-Mann-Keller und dem Flurstück Wasserstall (heute in etwa im Gebiet Albert-Schweitzer-Gymnasium, Volksfestplatz und Beuerlbacher Straße). Dies war jedoch aus topographischen Gründen nicht möglich und die Verantwortlichen mussten einen Standort westlich der Stadt ausmachen. Anfangs in der Haller Vorstadt gedacht, entschied man sich doch für einen Punkt noch weiter westlich davon, auf dem Flurstück Siechenäcker.
Noch heute gut erkennbar befindet sich der Bahnhof in exakter Nord-Süd-Lage. Die Staatsstraße 5 (spätere Kronprinzstraße), der Alte Postweg sowie einige Feldwege bekamen einen neuen Verlauf. Die Straße nach Roßfeld und die Straße nach Altenmünster erhielten Unterführungen.
Für Crailsheim als Oberamtstadt mit knapp 3.000 Einwohnern ließen die Königlich Württembergischen Staats-Eisenbahnen (K.W.St.E.) ein repräsentatives Empfangsgebäude errichten. Der Bau dauerte von Februar bis November 1866.
Mit der Inbetriebnahme der Oberen Jagstbahn am 15. November 1866 fand die feierliche Eröffnung des Bahnhofs statt. Am 10. Dezember 1867 vollendete die Staatsbahn den Kocherbahnabschnitt Hall–Crailsheim.

### Crailsheim wird Grenzbahnhof
Am 12. Dezember 1868 kam es zum bayerisch-württembergischen Staatsvertrag, der den Bau der Bahnstrecke Nürnberg–Crailsheim festlegte. Die Vollendung erfolgte am 15. Juni 1876 mit der Fertigstellung des Streckenabschnitts Dombühl–Staatsgrenze–Crailsheim. Der Bahnhof Crailsheim gewann so als Grenzbahnhof zusätzlich an Wichtigkeit.
Für die Unterbringung des bayerischen Personals erhielt das Empfangsgebäude zwischen 1874 und 1875 einen ebenfalls dreistöckigen Anbau. Zudem benötigten die Königlich Bayerischen Staatseisenbahnen (K.Bay.Sts.B.) einen Ringlokschuppen und einen Güterschuppen.
Da sich die K.W.St.E. an der Stuttgarter Ortszeit orientierten, der bayerische Zugverkehr jedoch an der Münchner Ortszeit, stellte die Bahnhofsverwaltung die nördliche Turmuhr um neuneinhalb Minuten vor. Für die bayerischen Eisenbahner entstanden neue Wohnhäuser in Bahnhofsnähe.
Von 1887 bis 1890 bauten die K.W.St.E. die Bahnstrecke von Heilbronn kommend bis zur bayerisch-württembergischen Grenze bei Ellrichshausen zweigleisig aus. Grund war die kriegswichtige Ost-West-Verbindung von Franken zur französischen Grenze.
Am 1. Januar 1890 übernahmen die K.W.St.E. die Anlagen der K.Bay.Sts.B. und lösten das bayerische Personal ab. Mit Bedauern und Danksagungen verabschiedete sich die Crailsheimer Bevölkerung im Gasthaus Lamm von den bayerischen Eisenbahnern, die hier heimisch geworden waren. Nur noch die nördliche Bahnhofsuhr erinnerte an die Funktion als Grenzstation, bis auch sie, gemeinsam mit den anderen Uhren, am 1. Juni 1891 auf die einheitliche mitteleuropäische Eisenbahnzeit umgestellt wurde.

### Reichsbahnzeit
Am 1. April 1920 gingen die K.W.St.E. in der Deutschen Reichsbahn auf. Auch bei dieser blieb Crailsheim einer der wichtigsten Fernbahnhöfe in Württemberg. Schnellzüge der Verbindungen Berlin–Stuttgart, Prag–Stuttgart und Frankfurt–Friedrichshafen hielten hier.
Durch den Eisenbahnknoten und das Bahnbetriebswerk hatte Crailsheim eine militärische Bedeutung während des Zweiten Weltkrieges. Es ist nach Aussage des damaligen Bahnhofsvorstehers davon auszugehen, dass mehr als eine Million Soldaten in den sechs Kriegsjahren den Bahnhof passierten. Lokomotiven, die Truppen und Ausrüstung zu den Fronten beförderten, wurden in Crailsheim mit Kohle und Wasser versorgt und gegebenenfalls gewartet.
Am 23. Februar 1945 griffen alliierte Bomber Crailsheim in zwei Wellen an. Sie zerstörten oder beschädigten dabei alle Gebäude auf dem Bahngelände. Insgesamt kamen in der Stadt an diesem Tag 61 Menschen ums Leben, rund 100 erlitten Verletzungen. Weitere Luftangriffe auf die Bahnanlagen erfolgten am 1. und am 4. April 1945, sie unterbrachen den Zugverkehr in Richtung Nürnberg und Lauda völlig.

### Nachkriegszeit

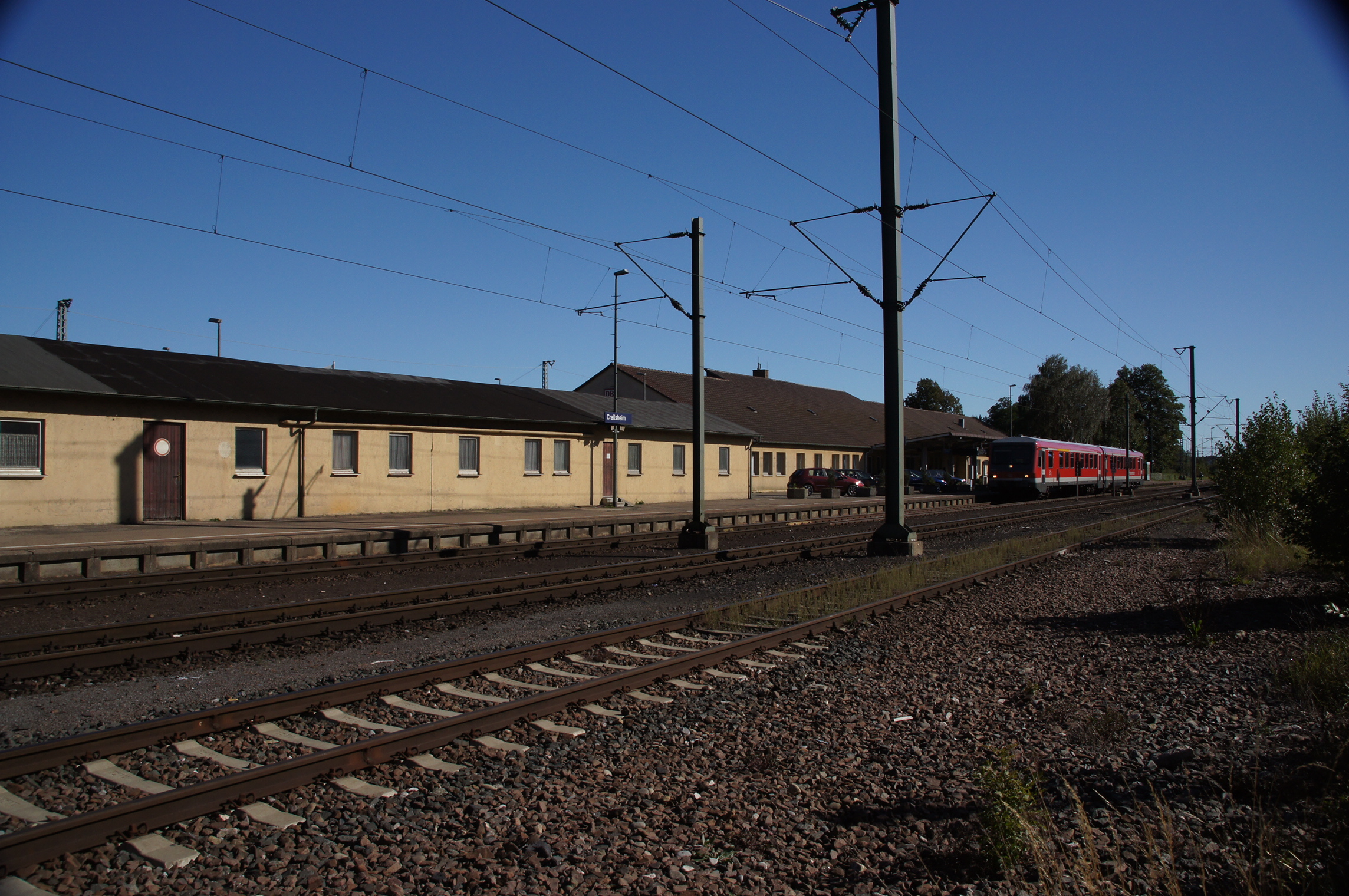
Gleis 1 mit Regionalbahn nach Aschaffenburg Hbf

Nach dem Zweiten Weltkrieg beschäftigten sich zahlreiche Sachverständige mit dem Aufbau der Stadt, die durch Luftangriffe und Artilleriebeschuss schwere Zerstörungen erlitten hatte. Auch für den Bahnhof forderte die Stadtverwaltung eine Umgestaltung. Ein neues Empfangsgebäude sollte nicht wie bisher in der für ungünstig empfundenen Insellage entstehen, sondern an der Kronprinzstraße (ab 1948 Worthingtonstraße).
Die Eisenbahndirektion in Stuttgart stimmte diesem Vorschlag nicht zu. Sie errichtete zwischen 1948 und 1949 an alter Stelle ein einstöckiges Provisorium, das sie am 24. Dezember 1949 dem Verkehr übergab.

### Ein neuer Bahnhof für Crailsheim
1972 ersetzte die Deutsche Bundesbahn den provisorischen Güterschuppen durch einen Flachdachbau am Alten Postweg.
Seit 1974 befasste sich die Stadtverwaltung intensiv mit der Neugestaltung der Fläche zwischen Jagst und Bahnhof. Noch stand hier das städtische Gaswerk. Oberbürgermeister Hellmut Zundel äußerte sich längst negativ über das Verkehrsbauwerk:

„Es ist der Stadt Crailsheim als Bahnknotenpunkt absolut unwürdig.“

„Ich geniere mich für jeden Besucher der Stadt Crailsheim, der mit der Bahn nach Crailsheim kommt.“

Um den Schandfleck der Stadt (so Zundel) zu beseitigen, sahen die Pläne die Tieferlegung der Worthingtonstraße vor sowie die Errichtung eines Busbahnhofes und eines Parkplatzes, überspannt von einer Fußgängerbrücke zwischen Stadt und Bahnhof.
Das Empfangsgebäude in Insellage sollte weichen und durch ein dreistöckiges Bauwerk an der Worthingtonstraße ersetzt werden. Daneben beinhaltete das Projekt auch einen Personentunnel zwischen der Worthington- und der Brunnenstraße. Die errechneten Kosten für Gebäude und Unterführung beliefen sich auf 40 bis 50 Millionen D-Mark. Man sprach von einem einmaligen Jahrhundertprojekt.
Der Spatenstich für das Empfangsgebäude sollte am 7. Juli 1981 erfolgen. Doch im Juni 1981 erteilte die Bundesbahn der Stadt eine Absage. Fehlende finanzielle Mittel beim Bund verhinderten den Neubau. Bemühungen der Stadt, die Bundesbahn davon abzuhalten, einen endgültigen Baustopp zu verhängen, scheiterten. Das Behelfsbahnhofsgebäude von 1949 besteht heute noch. Bestrebungen der Bahn, durch eine Investition das Bauwerk zu einem späteren Zeitpunkt zu ersetzen, blieben erst einmal aus.
Im ersten Halbjahr 2012 gab es Gespräche zwischen Stadt und Deutscher Bahn, um bis zur Eröffnung der Schnellfahrstrecke Nürnberg–Erfurt den Bahnhof komplett umzugestalten. Erwogen wurde, ein umweltfreundliches Empfangsgebäude zu errichten.

### Modernisierung
Die Tieferlegung der Worthingtonstraße, den Busbahnhof und den neuen Parkplatz verwirklichte die Stadt. Am 2. Juni 1985 nahm die Deutsche Bundesbahn den elektrischen Betrieb zwischen Ansbach und Goldshöfe auf. Am 31. Mai 1996 folgte der Abschnitt Marbach (Neckar)–Crailsheim.

### Einbindung in die S-Bahn Nürnberg
Seit dem 15. Dezember 2024 fährt die bislang in Dombühl endende Linie S4 der S-Bahn Nürnberg zweistündlich bis nach Crailsheim. Eine entsprechende Absichtserklärung war am 4. Dezember 2020 unterzeichnet worden.
Zum 1. Januar 2025 wurde Crailsheim tariflich in den Verkehrsverbund Großraum Nürnberg (VGN) integriert.

### Ausblick
Im November 2021 schrieb die Deutsche Bahn Planungsleistungen zum Bahnhof aus. Die Bahnsteige an den Gleisen 1 und 2 sollen mit 280 m Bahnsteigbaulänge sowie mit Zielhöhen von 55 cm über Schienenoberkante (Gleis 1) bzw. 76 cm (Gleis 2) gebaut werden. Der Bahnsteig an den Gleisen 3 und 4 soll, bei einer unveränderten Höhe von 76 cm, neu gebaut oder mit einem neuen Bahnsteigbelag versehen werden, bei einer Länge von zukünftig 280 m. Der Baubeginn ist für 2026 geplant, die Inbetriebnahme soll 2027 erfolgen. Die Maßnahme soll über Mittel des Bundes, des Landes und der Stadt finanziert werden.
Eine Verkehrsprognose erwartet für 2040 4435 Reisende pro Tag.

## Empfangsgebäude (1866–1945)

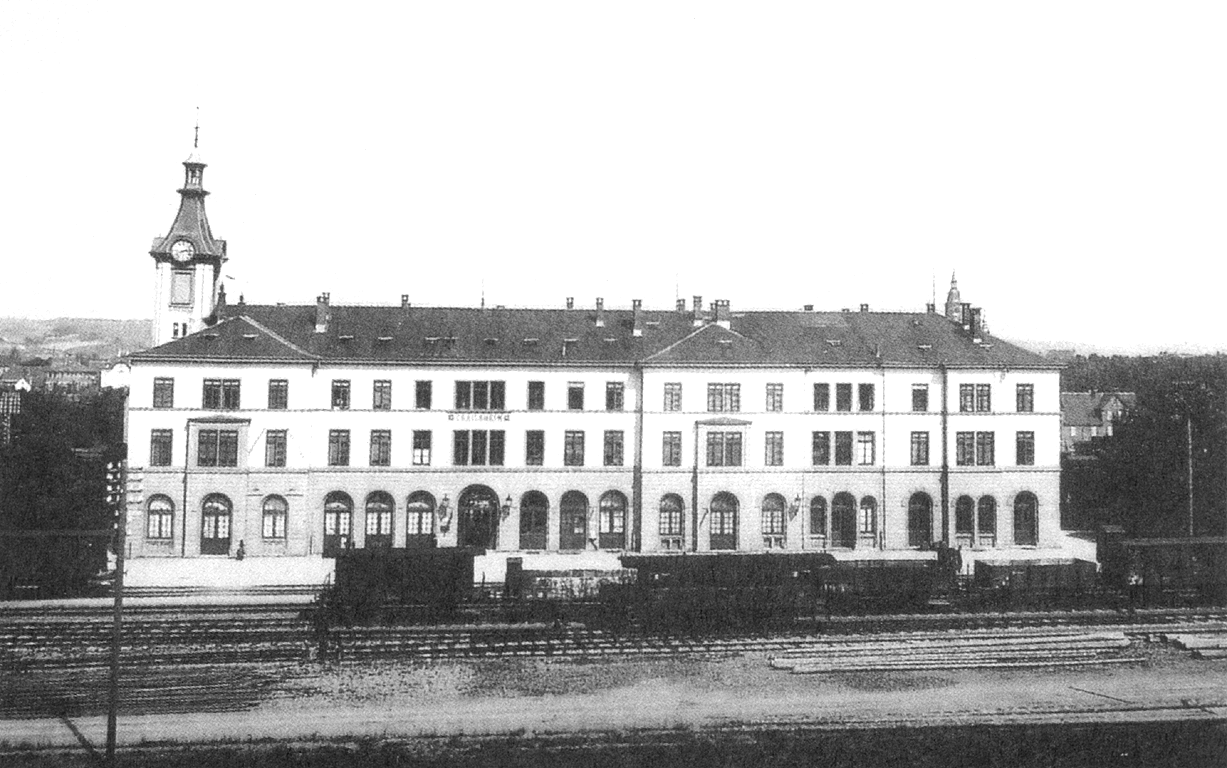
Bahnhof Crailsheim, 1905

Für Crailsheim plante Bauinspektor Baumann ein dreistöckiges, knapp 46 Meter langes und über 17 Meter breites Gebäude, bestehend aus zwei Flügelbauten und einem Mittelbau. Die Fenster und Türen im Erdgeschoss waren mit Rundbögen versehen. Die Außenfassade bestand aus grauem Sandstein. Die oberen Geschosse erhielten einen hellen Putz. Das Dach deckten Schieferplatten.
Als Besonderheit an diesem Gebäude galt der nach Norden ausgerichtete Uhrturm, dessen Höhe 28,7 Meter betrug. Er sollte die Wichtigkeit des Bahnhofs als Grenzstation unterstreichen und passte dabei auch zur Silhouette der Stadt mit ihrem Stadtturm sowie den Türmen der Liebfrauenkapelle und der Johanneskirche.
Das Empfangsgebäude befand sich in Insellage. Die Zufahrtsstraße führte – wie heute – von der Bahnhofstraße/Haller Straße zum Bahnhof. Sie war anfangs von Ulmen gesäumt. Auf der Nordseite des Gebäudes, unterhalb des Turms, befand sich der Haupteingang. Dahinter lag ein 5,35 Meter mal 5,16 Meter großes Foyer, umgeben vom Fahrkarten- und Gepäckschalter. Über einen 45 Meter langen und 3,16 Meter breiten Korridor gelangten die Reisenden zu den Warteräumen, die damals noch in Klassen eingeteilt waren.
Am 12. Dezember 1868 stand fest, dass die K.W.St.E. den Bahnhof zur Grenzstation ausbauen mussten, da die K.Bay.Sts.B. die Strecke Nürnberg–Crailsheim betrieb. Für das bayerische Personal traten die K.W.St.E. Räume ab und errichteten nach Süden hin einen ebenfalls dreistöckigen Anbau. Er war baugleich mit dem ursprünglichen Gebäudeteil und maß eine Länge von 19 Metern. Die Breite war identisch.
Am 23. Februar 1945 kam es zu einem schweren Luftangriff auf Crailsheim, der auch gezielt dem Eisenbahnknoten galt. Dabei brannte das Empfangsgebäude aus und stürzte ein. Ein Wiederaufbau kam nach dem Zweiten Weltkrieg nicht in Frage, da die Stadtverwaltung ohnehin von der Insellage absehen wollte. Seit 1949 steht ein ewiges Provisorium auf seinem Platz.

## Betriebswerk

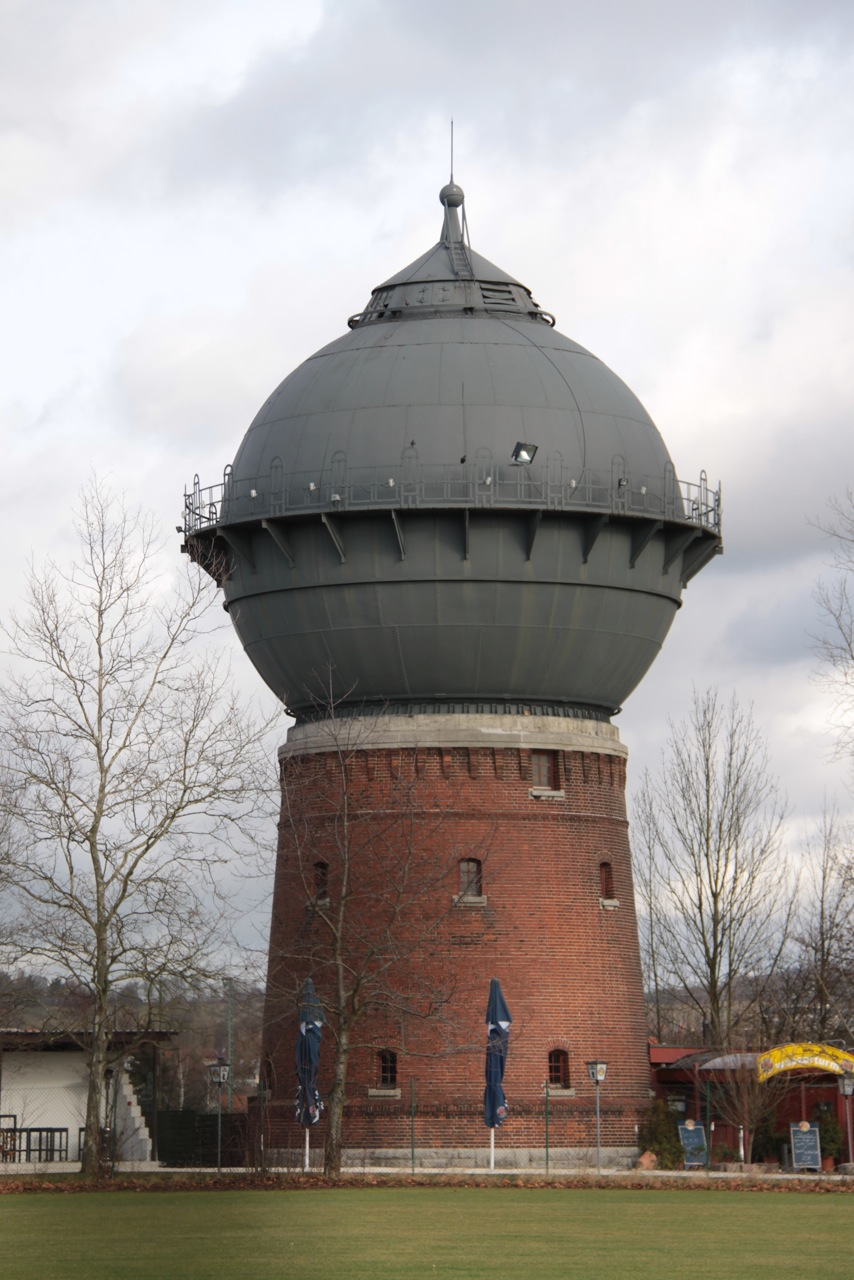
Wasserturm des Bahnbetriebswerks Crailsheim

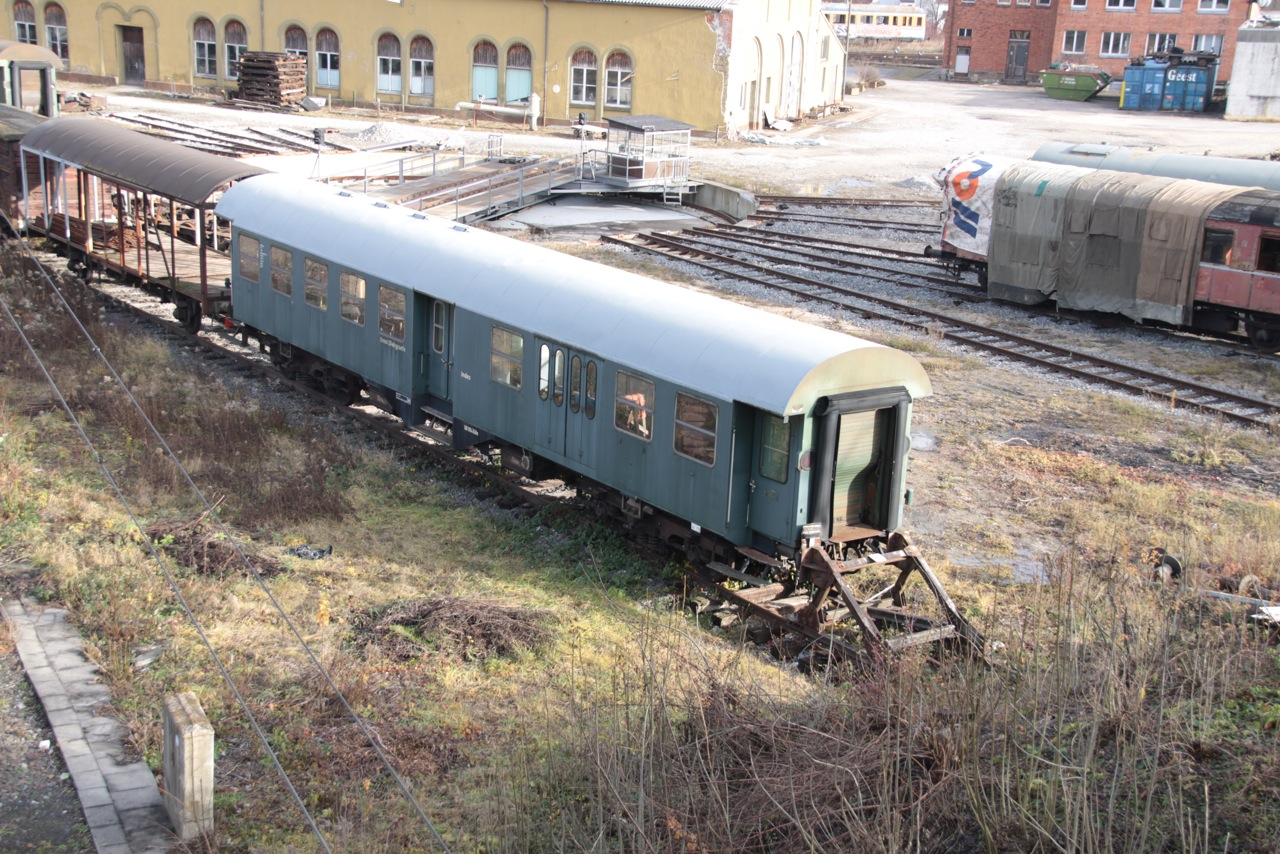
Neue Drehscheibe im Bahnbetriebswerk Crailsheim mit Museumsfahrzeugen

Durch die Bedeutung des Bahnhofs war es bald auch erforderlich, hier Lokomotiven zu stationieren. Ab 1870 wurde dazu am südlichen Ende des Bahnhofs zwischen den Strecken nach Hessental und Aalen ein Bahnbetriebswerk aufgebaut. Dieses erhielt zunächst eine, ab 1926 eine zweite Drehscheibe.
Mit der Nürnberger Strecke benötigten die K.Bay.Sts.B. ebenfalls eigene Betriebsanlagen; diese wurden im östlichen Bahnhofsteil auf der bayerischen Seite errichtet. Sie wurden erst 1930 aufgegeben, obwohl schon seit Abzug der bayerischen Verwaltung 1890 in württembergischer Hand.
Nach den Zerstörungen des Zweiten Weltkrieges blühte das Bahnbetriebswerk durch die eingesetzten Dampflokomotiven nochmals auf, zeitweise waren bis zu 70 Maschinen hier stationiert. Am 17. April 1964 besuchte Bundeskanzler Ludwig Erhard das Bahnbetriebswerk. Mit dem Rückgang des Dampfbetriebes wurde das Bahnbetriebswerk wieder bedeutungslos. Am 30. Mai 1976, zum Ende des Winterfahrplans, schied die letzte vom Bahnbetriebswerk Crailsheim eingesetzte Dampflokomotive aus dem Dienst. Eine Woche später verließen auch die beiden Bremslokomotiven der Baureihe 44 das Bahnbetriebswerk; fortan gab es in Crailsheim nur noch Dieselbetrieb. Die Drehscheiben wurden 1985 mit Aufnahme des elektrischen Betriebes zurückgebaut.
Heute ist vom ehemaligen Bahnbetriebswerk nicht mehr viel übrig, der markante Wasserturm dient als Gastwirtschaft. Auf dem Gelände werden nach wie vor die Triebwagen für die umliegenden Strecken abgestellt. Ein Teil des Geländes wird vom Verein DBK Historische Bahn genutzt, dem es gelang, mit Zuschüssen eine aus dem Bahnbetriebswerk Reichenbach stammende Drehscheibe neu zu errichten.

## Bahnbetrieb

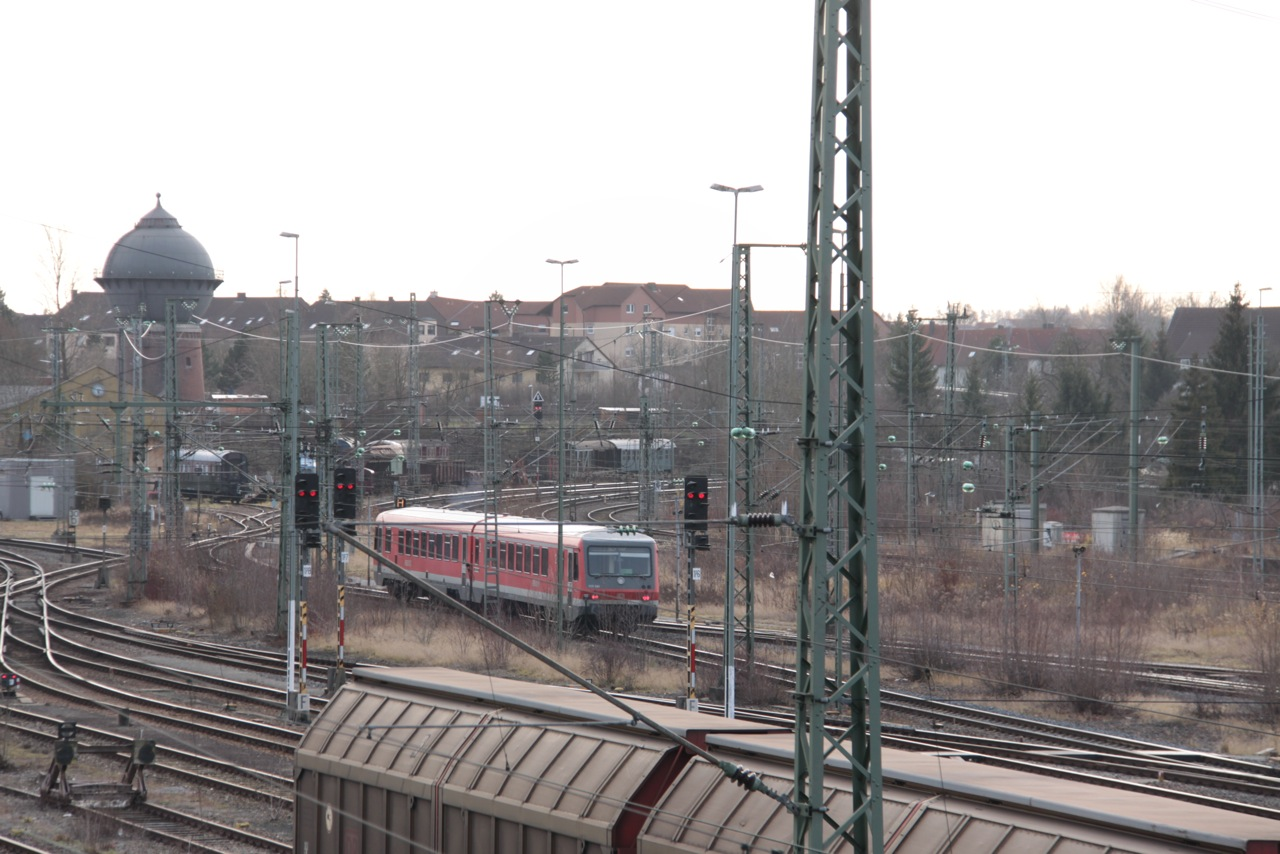
Bahnhof Crailsheim, Blick nach Westen

Auf Gleis 1, dem westlichen Hausbahnsteig, verkehren zumeist Züge Richtung Schwäbisch Hall-Hessental und Lauda sowie einzelne Züge Richtung Ansbach. Auf Gleis 2, dem Hausbahnsteig östlich des Empfangsgebäudes, halten die Intercity-Züge nach Stuttgart sowie einzelne Züge in alle Richtungen. Gleis 3 wird von Regionalzügen nach Stuttgart über Schwäbisch Hall-Hessental genutzt. Es halten ebenso die Züge nach Nürnberg über Ansbach und Aschaffenburg über Lauda auf Gleis 3. Auf Gleis 4 halten die Intercity-Züge nach Nürnberg und es starten die Züge nach Aalen und Stuttgart.
Die DB InfraGO stuft den Bahnhof in die Preisklasse 3 ein.

### Fernverkehr
| Strecke | Strecke | Taktfrequenz                                                               |
| ------- | --- | -------------------------------------------------------------------------- |
| IC 61   | Karlsruhe Hbf – Pforzheim Hbf – Stuttgart Hbf – Aalen Hbf – Crailsheim – Ansbach – Nürnberg Hbf (– Bamberg – Saalfeld – Leipzig Hbf) | Zweistundentakt (Karlsruhe – Nürnberg), fünf Zugpaare (Nürnberg – Leipzig) |

### Regionalverkehr
| Strecke | Strecke | Taktfrequenz          |
| ------- | --- | --------------------- |
| RE 80   | Heilbronn Hbf – Weinsberg – Öhringen Hbf – Waldenburg – Schwäbisch Hall – Schwäbisch Hall-Hessental – Crailsheim        | Zweistundentakt       |
| RE 87   | Aschaffenburg Hbf – Miltenberg – Wertheim – Tauberbischofsheim – Lauda – Bad Mergentheim – Schrozberg – Crailsheim      | Zweistundentakt       |
| RE 90   | Stuttgart Hbf – Bad Cannstatt – Waiblingen – Backnang – Schwäbisch Hall-Hessental – Crailsheim – Ansbach – Nürnberg Hbf | Zweistundentakt       |
| RB 88   | Wertheim – Tauberbischofsheim – Lauda – Bad Mergentheim – Weikersheim – Schrozberg – Crailsheim                         | Zweistundentakt Mo–Sa |
| MEX 13  | Stuttgart Hbf – Bad Cannstatt – Waiblingen – Schorndorf – Schwäbisch Gmünd – Aalen Hbf – Ellwangen – Crailsheim         | Zweistundentakt       |
| MEX 19  | Stuttgart Hbf – Bad Cannstatt – Waiblingen – Backnang – Gaildorf West (– Schwäbisch Hall-Hessental – Crailsheim)        | einzelne Züge         |
| S4      | Crailsheim – Dombühl – Ansbach – Wicklesgreuth – Roßtal – Nürnberg Hbf                                                  | Zweistundentakt       |

(Stand: Dezember 2024)